# Захаров, Максим Никифорович
Максим Никифорович Захаров (13 сентября 1913, Ирюм, Пермская губерния — 3 декабря 1995, Шатровский район, Курганская область) — участник советско-финляндской, Великой Отечественной и советско-японской войн, награждён пятью медалями «За отвагу». После войны трудился в колхозных мастерских бондарем.

## Биография
Максим Захаров родился 13 сентября 1913 года в крестьянской семье в селе Ирюмском (Кармацком) Яутлинской волости Шадринского уезда Пермской губернии, ныне деревня Ирюм входит в Шатровский муниципальный округ Курганской области. Русский. Его отец, в 1915 году ушёл на Первую мировую войну, вернулся из немецкого плена только в 1924 году, и через год умер. В семье остались мать, Евгения Захарова, 11-летний Максим и его сестра двух месяцев.
Окончил 2 класса школы. В 12 лет начал работать вздымщиком в химлесхозе.
В 1935 году был призван на срочную службу в Рабоче-крестьянскую Красную Армию, через два года — демобилизовался.
В 1939 году с началом советско-финляндской войны снова призван в армию. В марте 1941 из-за ранения (в одном из боёв ему перебило левую руку) был демобилизован.
5 июня 1941 года вновь призван в армию. С первых дней Великой Отечественной войны снова на фронте — наводчик станкового пулемёта. Получил тяжёлое ранение и был на излечении 3 месяца.
С зимы 1942 года снова на фронте. Призван Шатровским РВК Челябинской области. В основном его боевой путь неразрывно связан со 150-м истребительным противотанковым ордена Александра Невского артиллерийским полком 5-й отдельной ордена Суворова бригады РГК.
Артиллерист, ефрейтор. С лета 1944 года — наводчик орудия, сержант.
Воевал на пяти фронтах: Западном, Юго-Западном, Калининском, 3-м Украинском и 2-м Белорусском.
С 8 августа по 2 сентября 1945 года участвовал в войне с Японией.
За время службы беспартийный М.Н. Захаров 5 раз был ранен, в том числе дважды тяжело.
Демобилизовался 2 декабря 1945 года, вернулся на родину и трудился в колхозных мастерских бондарем.
Максим Никифорович Захаров умер 3 декабря 1995 года.

## Награды
- Орден Отечественной войны I степени, 6 апреля 1985 года[3][4]
- Орден Красной Звезды, приказ № 6/н от 10 мая 1945 года по 5 оиптабр РГК, за подвиг, совершённый 13 марта 1945 года — уничтожение взвода пехоты, 2 станковых пулеметов и 1 орудия ПТО[5].Орден вручён в Шатровском военкомате в 1952 году)[6][7].
- Медаль «За отвагу», пять раз:
  - Приказ № 057\н от 24 августа 1943 года: артиллерийский расчёт, в который входил М. Н. Захаров, подпустив на близкое расстояние немецкие «Тигры», наводкой расстрелял их из пушки, тем самым остановив атаку противника.[8] Согласно другому источнику, первая из пяти медалей получена в 1941 году за бои под Москвой.[9]
  - Приказ № 1/н от 18 января 1944 года по 5 оиптабр РГК[10]. «Орудийного номера 2-й батареи ефрейтора Захарова Максима Никифоровича наградить за то, что в боях за с. Отруб 12.01.1944 г., находясь под сильным огнём контратакующих танков противника, он смело, без страха работал у орудия, которым подбил 2 танка и один танк уничтожил (сжёг)»[11][12].
  - Приказ № 4/н от 26 июня 1944 года по 150 иптап[13]. В приказе указано: «Наводчика 2-й батареи мл. сержанта Захарова М. Н. наградить за то, что в бою 23.06.44 г. при прорыве сильной обороны противника на реке Проня (Белоруссия) и в районе 202,3 под сильным обстрелом противника прямой наводкой уничтожил одно орудие ПТО, один пулемёт и разрушил два блиндажа, мешавших продвижению наших войск»[14][15].
  - Приказ № 12/н от 23 октября 1944 года по 150 иптап 5 оиптабр РГК 2 Белорусского фронта[16]: «…его орудием в бою за город Ружан 12.10.1944 г. уничтожено 2 повозки, до 35 солдат противника, разрушено 2 блиндажа и один ДЗОТ»[17][18].
  - Приказ № 2/н от 29.03.1945 по 150 иптап[19]. Согласно наградному листу: "Наводчик орудия 2-й батареи сержант Захаров в бою 13.03.45 г. в районе Фогельзанга прямой наводкой уничтожил одно противотанковое орудие с прислугой и до взвода пехоты. 19.03.45 г. в этом же районе тов. Захаров уничтожил НП противника.[20][21][22]
- Медаль «В ознаменование 100-летия со дня рождения Владимира Ильича Ленина», 1970 год[23]
- Медаль «За взятие Кёнигсберга»
- Медаль «Ветеран труда»
- Другие медали

## Память
- Бюст, установлен в городе Кургане Курганской области у Вечного огня, напротив памятника-бюста генерал-полковнику Михаилу Степановичу Шумилову 6 мая 2020 года[24]. Муниципалитет выделил на изготовление памятника из городского бюджета более 3 млн. рублей. За 1,5 месяца скульптор Станислав Александрович Голощапов изготовил бюст героя, затем его отлили в литейной мастерской в городе Ревда Свердловской области. Мраморное основание под бюст привезли из Тюмени. В основании бюста заложена капсула с землёй с его родины — деревни Ирюм — 55°26′25″ с. ш. 65°20′14″ в. д.HGЯO[25].
- Стела на Аллее славы сквера Защитников Отечества в селе Шатрово Курганской области, открыта 14 октября 2016 года — 56°31′10″ с. ш. 64°37′51″ в. д.HGЯO[26][27].

## Семья
Его отец, в 1915 году ушедший на Первую мировую войну, пропал без вести и вернулся из немецкого плена только в 1924 году, и через год умер. В семье остались мать, Евгения Захарова, 11-летний Максим и его сестра двух месяцев.
Жена Мария Сергеевна, пятеро детей — Галина, Надежда Вахрушева (род. 1938), Елена (род. 1939), Михаил, Валентина.